# 本願寺山口別院
本願寺山口別院（ほんがんじやまぐちべついん）は山口県山口市にある浄土真宗本願寺派（西本願寺）の直属寺院（別院）である。

## 概要
山口県下には、古く本願寺直属寺院として萩別院・岩国教堂があり、行政機関である教務所は山口市に会館があったが、崇敬区域の統一・拡大、 行政の迅速化、交通の利便性等、教区百年の大計に基づいて、それらの統合が図られ、山口県の表玄関・山陽新幹線新山口駅前の新市街地の一画に建立し、昭和61年（1986年）10月に完成した。
山口別院内には山口教区教務所が併設されており、山口教区内６２５ヶ寺、７万人余りの門信徒が結集する総合教化センターの役割を担い、活動している。

## 萩分院
前身の一つであった本願寺萩別院は現在は分院とされている。
明治13年（1880年）清光寺第八世明月広正代に、萩周辺の真宗門徒が清光寺の土地・建物を譲り受け、西本願寺の許可を得て本願寺の別院としたものである。山門は明倫館の南門を明治15年（1882年）に移したもので、総会所は同14年（1883年）に東光寺の開基堂を移したものといわれる。昭和55年（1980年）三月、不審火により本堂天井から上部を全焼し、下部は焼け残ったが、再建されることなく解体された。山門と同様に移築されていた明倫館の観徳門は、火災後に明倫小学校へ移された。昭和62年（1987年）、本願寺山口別院萩分院となり、萩幼稚園を遺している。